# Кастильехо, Хавьер
Хавье́р Кастилье́хо (исп. Javier Castillejo; род. 22 марта 1968 года Парла, Мадрид, Испания) — испанский боксёр-профессионал, выступавший в средней весовой категории (англ. Middleweight). Чемпион мира в первой средней весовой категории (по версии WBC, 1999—2001), временный чемпион мира в первой средней весовой категории (по версии WBC, 2002—2003). Чемпион мира в средней весовой категории (по версии WBA, 2006—2007). Чемпион Европы (по версии EBU, 1994—1995, 1998).
Считается лучшим боксёром за всю историю испанского профессионального бокса.

## Профессиональная карьера
Кастильехо дебютировал на профессиональном ринге в 1988 году. Через год выступлений потерпел поражение по очкам более опытному британскому боксёру Делу Брайану.
В октябре 1990 года нокаутировал испанца Альфонсо Редондо (44-13-1) и завоевал титул чемпиона Испании в полусредней весовой категории.
В апреле 1993 года в своём 31-м поединке на профессиональном ринге вышел на бой за звание чемпиона мира по версии WBC с аргентинцем Хулио Сезаром Васкесом. Близким решением Кастильехо потерпел второе поражение.
После поражения испанец начал нокаутировать всех своих соперников в ранних раундах, в котором выиграл и четыре раза защитил титул чемпиона Европы по версии EBU. В пятой защите титула, впервые проиграл нокаутом. Был повержен французом Лораном Будуани. В январе 1996 года вновь вышел на бой с Будуани и во второй встрече проиграл по очкам.
В октябре 1999 года победил американца Кейта Муллингса и завоевал титул чемпиона мира по версии WBC во втором полусреднем весе.
В июле 2001 года в 5-й защите титула проиграл по очкам американцу Оскару Де Ла Хойе.
В следующем поединке снова завоевал титул чемпиона Европы. Защитил его один раз и выиграл титул временного чемпиона мира по версии WBC, победив по очкам непобеждённого российского боксёра Романа Кармазина.
В августе 2005 года в рейтинговом поединке проиграл по очкам американскому боксёру Фернандо Варгасу.
15 июля 2006 года нанёс первое и единственно досрочное поражение немецкому боксёру Феликсу Штурму и в возрасте 38 лет завоевал титул чемпиона мира по версии WBA в среднем весе.
В апреле 2007 года проиграл реванш Штурму по очкам.
12 апреля 2008 года потерпел второе досрочное поражение. Был повержен нокаутом во втором раунде немецким боксёром Себастьяном Сильвестром (28-2).
В апреле 2009 года провёл последний поединок, который свёл вничью с соотечественником Пабло Наваскесом (23-1).